# Коуелл
33°41′00″ пд. ш. 136°55′00″ сх. д. / 33.683333333333° пд. ш. 136.91666666667° сх. д.
Коуелл — прибережне місто в гавані Франклін на східній стороні півострова Ейр у Південній Австралії на шосе Лінкольн, за 111 км на південь від великого міста Вайалла. Це 493 км дороги від Аделаїди.
Франклін-Харбор — це природна гавань площею 49 км2 з каналом до моря шириною всього 100 метрів.
Місто Коуелл є головним населеним пунктом окружної ради Франклін-Харбор і центром сільськогосподарського району, де вирощують пшеницю та овець. Район займає площу 3283 квадратних кілометрів, а населення району в 2011 році становило 1070 осіб. Рибальство, а останнім часом і вирощування устриць також було важливою галуззю.

## Галерея

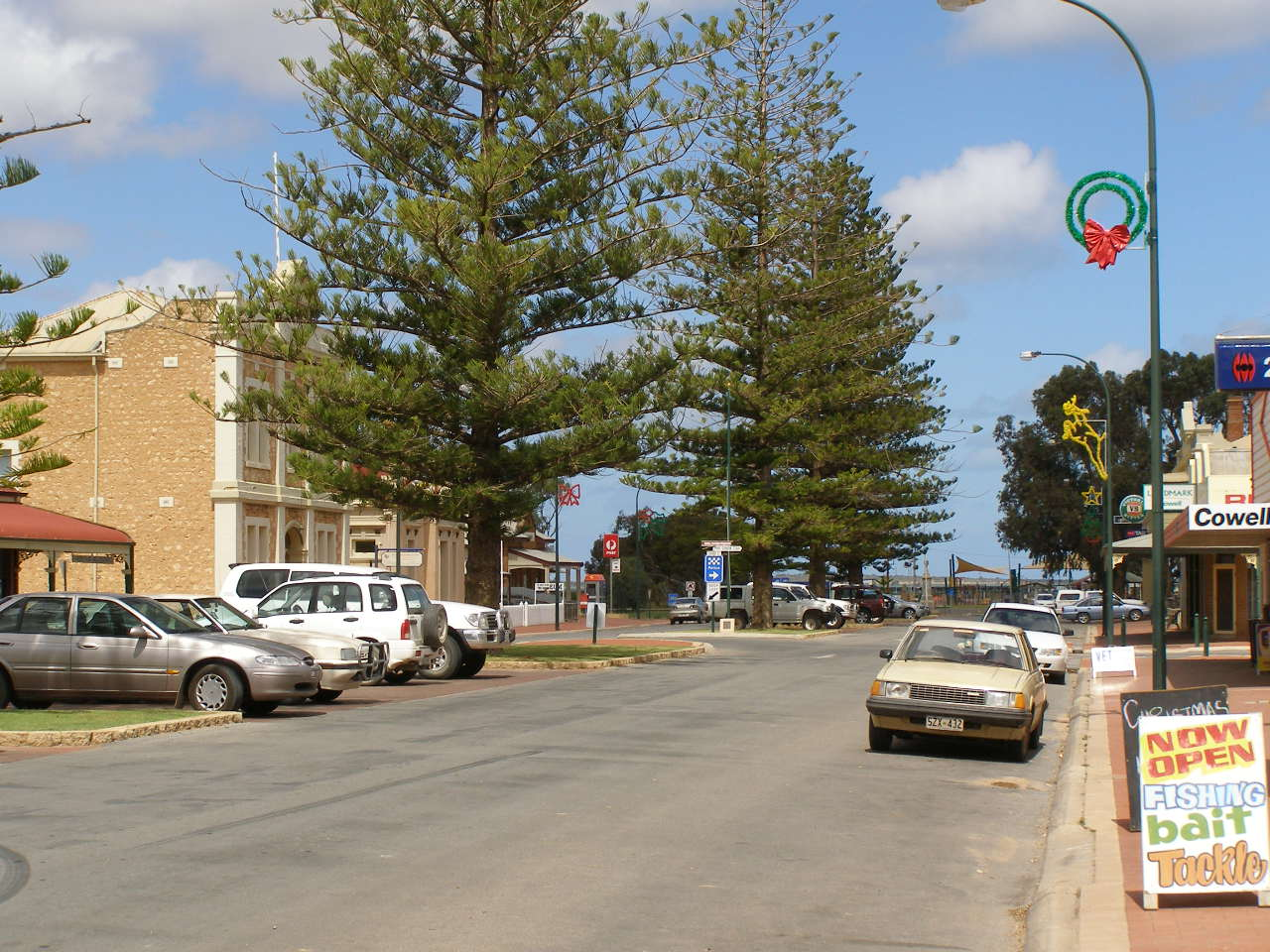
Головна вулиця
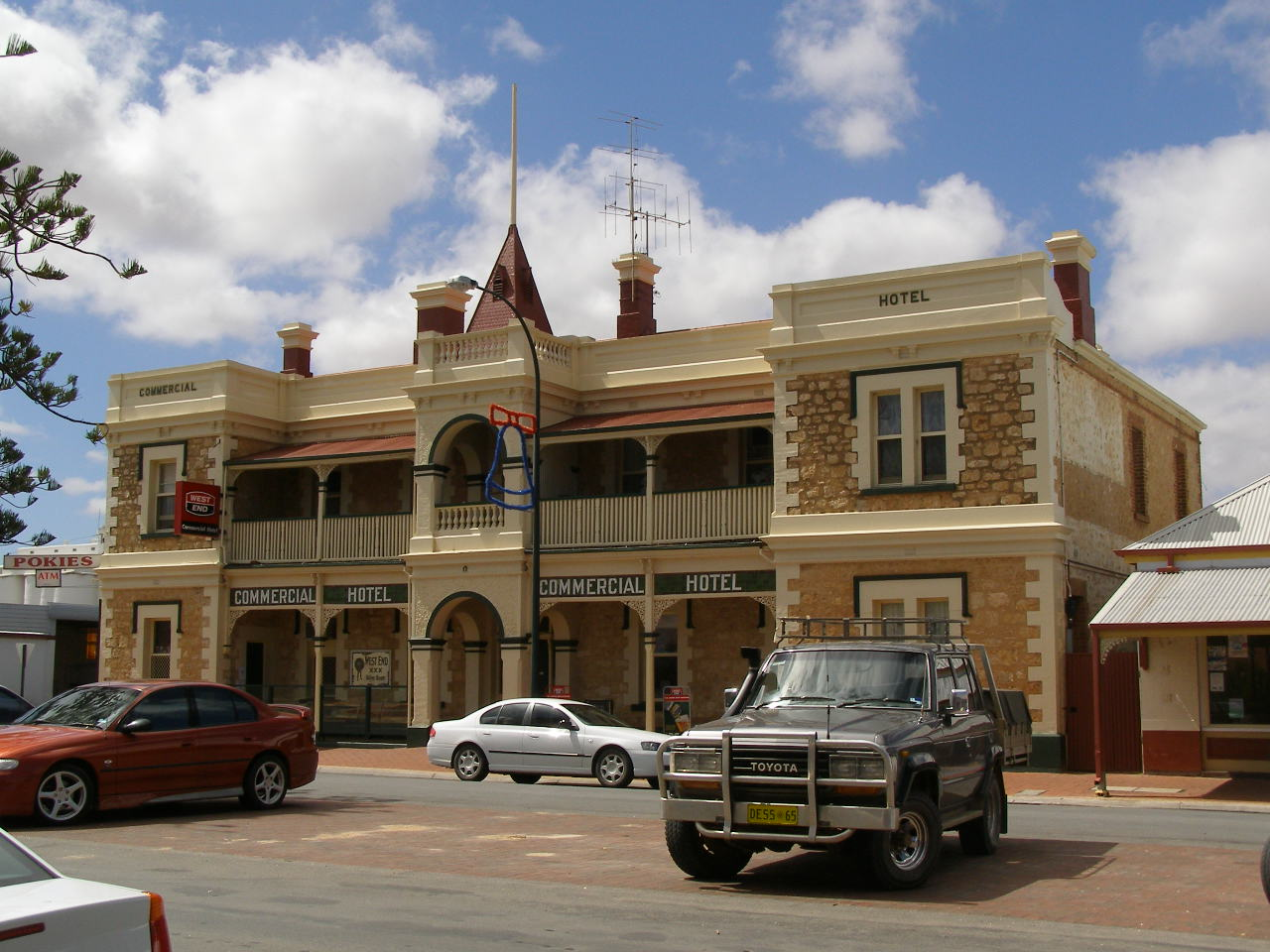
Готель
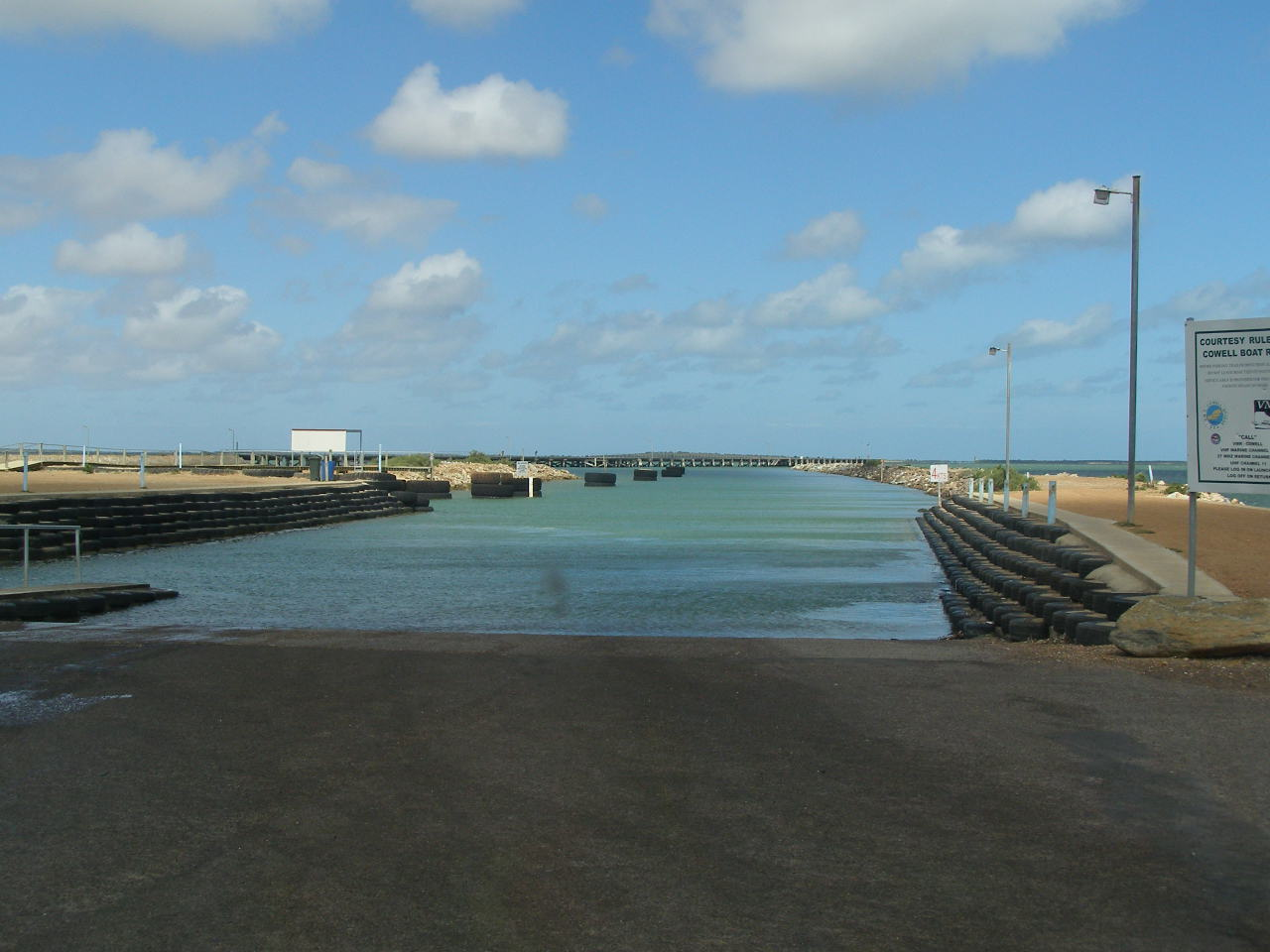
Пристань
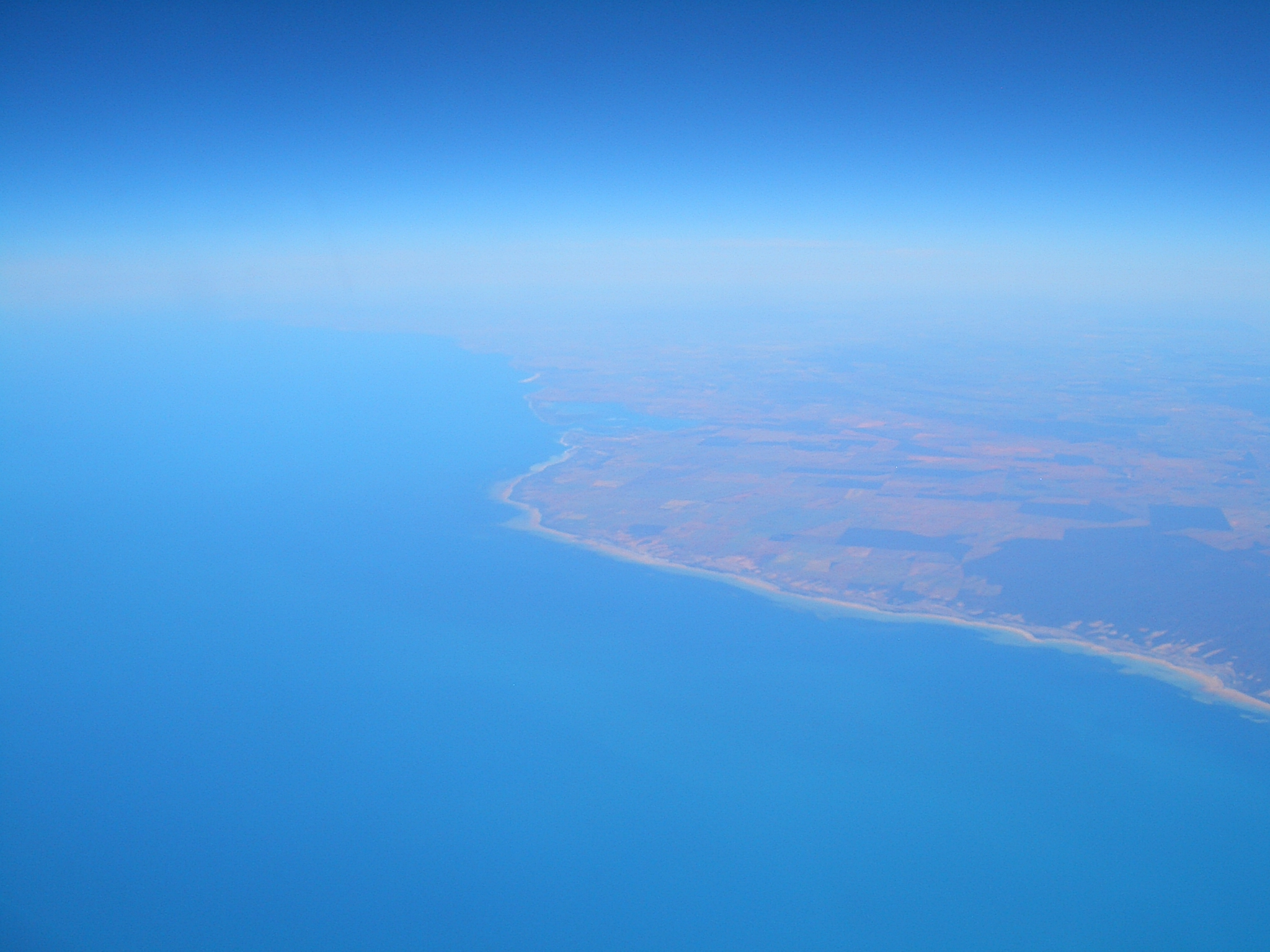
Світлина міста з літака

## Інтернет-ресурси
- Cowell Street Map
- Tourism Eyre Peninsula
- Sydney Morning Herald Travel
- District Council of Franklin Harbour
- Cowell Tourist page
- Cowell Area School Website